# Jerzy Kolendo

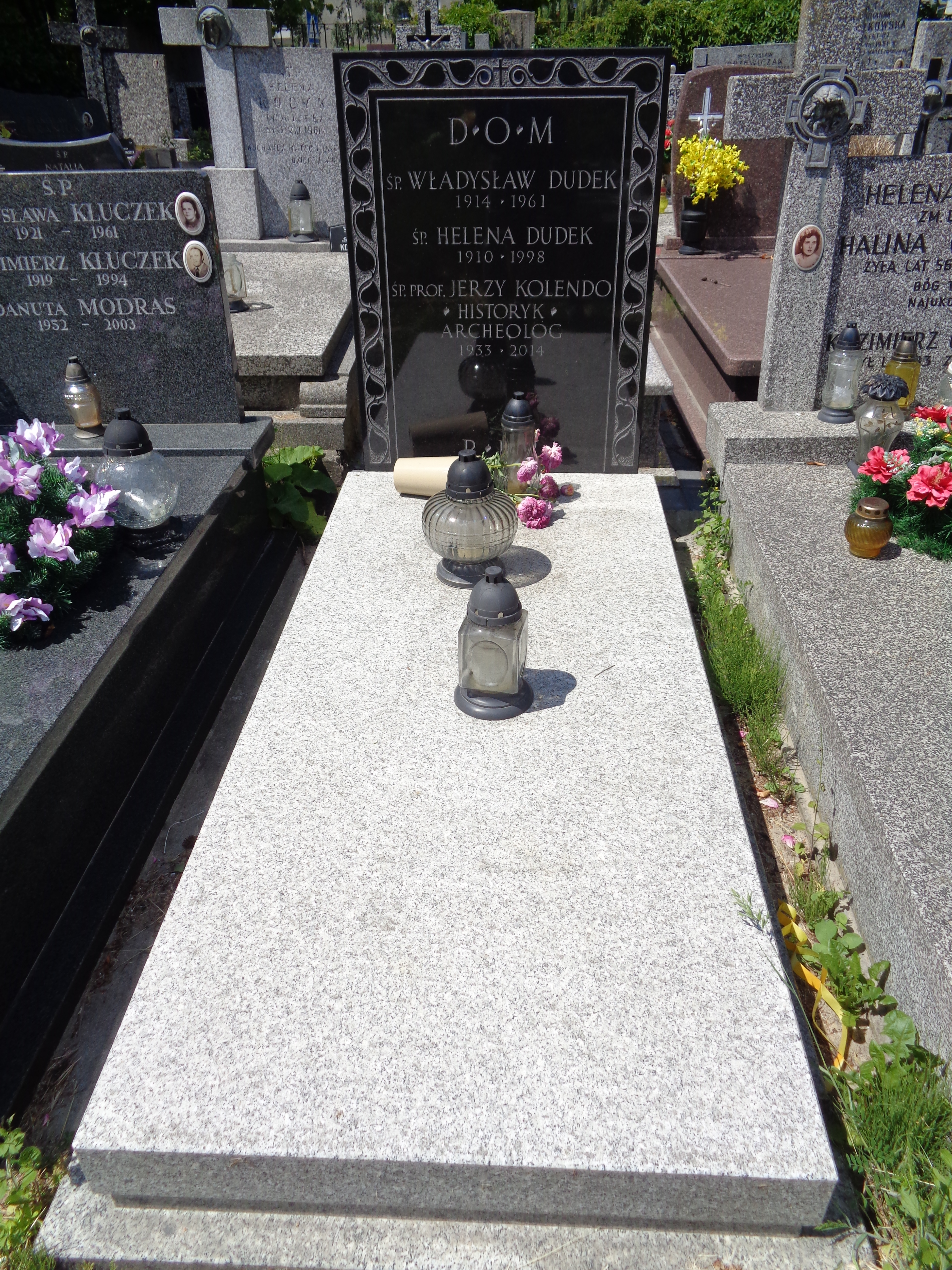
Grób Jerzego Kolendy na nowym cmentarzu na Służewie przy ul. Wałbrzyskiej w Warszawie

Jerzy Władysław Kolendo (ur. 9 czerwca 1933 w Brześciu nad Bugiem, zm. 28 lutego 2014 w Warszawie) – polski historyk i archeolog, specjalizujący się w dziejach starożytnego Rzymu, profesor nauk humanistycznych, nauczyciel akademicki.

## Życiorys
Urodził się w Brześciu nad Bugiem, w 1936 jego rodzina przeniosła się do Warszawy. W 1955 ukończył studia z zakresu historii na Uniwersytecie Warszawskim (pracę magisterską poświęcił powstaniom w Galii w I wieku p.n.e.). Od 1955 do 1971 pracował w Instytucie Historii Polskiej Akademii Nauk. W 1960 uzyskał na UW stopień naukowy doktora na podstawie pracy zatytułowanej Kolonat w Afryce rzymskiej w I–II wieku. Habilitował się w 1968 w Instytucie Historii PAN. W 1979 otrzymał tytuł profesora. W pracy naukowej specjalizował się w zakresie archeologii limesowej, śródziemnomorskiej i klasycznej oraz w zagadnieniach epigrafiki. Jego badania naukowe koncentrowały się na zagadnieniach związanych z dziejami gospodarczymi i społecznymi starożytnego Rzymu oraz historią kontaktów świata antycznego z Barbaricum, w tym również z późniejszymi ziemiami polskimi.
Zawodowo od 1955 do 1981 związany z Instytutem Historii PAN. Następnie podjął pracę w Instytucie Archeologii Uniwersytetu Warszawskiego. Po przejściu w 2003 na emeryturę pozostał na uczelni w tej jednostce, następnie jako profesor w Ośrodku Badań nad Antykiem Europy Południowo-Wschodniej. Wykładał również na uczelniach zagranicznych, m.in. w Paryżu i Padwie. Był członkiem zwyczajnym Towarzystwa Naukowego Warszawskiego, członkiem korespondentem Polskiej Akademii Umiejętności oraz członkiem honorowym Komitetu Nauk o Kulturze Antycznej Polskiej Akademii Nauk. Współpracował z redakcjami periodyków naukowych (tj. „Archeologia”, „Meander”, „Dialogues d’histoire ancienne” i „Palamedes. A Journal of Ancient History”).
W 2011 prezydent Bronisław Komorowski, za wybitne zasługi w pracy naukowo-badawczej, za osiągnięcia w działalności dydaktycznej i społecznej, odznaczył go Krzyżem Komandorskim Orderu Odrodzenia Polski.

## Wybrane publikacje
- Kolonat w Afryce rzymskiej w I–II wieku i jego geneza, Warszawa: Państwowe Wydawnictwo Naukowe 1962 (praca doktorska).
- Postęp techniczny a problem siły roboczej w rolnictwie starożytnej Italii, Wrocław: Zakład Narodowy im. Ossolińskich Wydawnictwo PAN 1968.
- Le traité d'agronomie des Saserna, trad. par Janina Kasińska, Wrocław: Zakład Narodowy im. Ossolińskich 1973.
- Centres et peripheries de la civilisation antique en Afrique du Nord, phenomene urbain (współautor: Tadeusz Kotula), San Francisco 1975.
- Le colonat en Afrique sous le Haut-Empire, Paryż: Les Belles Lettres 1976.
- Actes du colloque sur l'esclavage, Nieborów 2–6 XII 1975, éd par Iza Bieżuńska-Małowist et Jerzy Kolendo, Warszawa: Wydawnictwa UW 1979.
- A la recherche de l'ambre baltiquélexpédition d'un chevalier roman sous Neron, Warszawa: Wydawnictwa Uniwersytetu Warszawskiego 1981.
- Dzieje archeologii na Uniwersytecie Warszawskim, praca zbiorowa pod red. nauk. Stefana Karola Kozłowskiego i Jerzego Kolendo, Warszawa: Wydawnictwa Uniwersytetu Warszawskiego 1993.
- Les recherches sur l'antiquité : menées par des Polonais en France au XIXe s., tł. Katarzyna Bartkiewicz, Warszawa: Upowszechnianie Nauki – Oświata „UN-O” 1997.
- Arcadiana: Arcadia in Poland: an 18th century antique garden and its famous sculptures, by Anna Jaskulska-Tschierse, Jerzy Kolendo, Tomasz Mikocki, ed. Tomasz Mikocki, Warszawa: Institute of Archeology Warsaw University 1998.
- Nowe znaleziska importów rzymskich z ziem Polski. 1, pod red. Jerzego Kolendo, przy współpr. Jacka Andrzejowskiego, Aleksandra Bursche i Wojciecha Nowakowskiego, Warszawa: IA UW 1998.
- Świat antyczny i barbarzyńcy: teksty, zabytki, refleksja nad przeszłością, t 1–2, Warszawa: IA UW 1998.
- Nowe znaleziska importów rzymskich z ziem Polski. 2, pod red. Jerzego Kolendo i Aleksandra Bursche, przy współpr. Borysa Paszkiewicza, Warszawa: IA UW 2001.
- Teksty i pomniki: zarys epigrafiki łacińskiej okresu Cesarstwa Rzymskiego (współautor: Jerzy Żelazowski), Warszawa: OBA Novae 2003.
- Antyczne korzenie koncepcji autochtonizmu i migracjonizmu, Poznań: Wydawnictwo Contact 2007.
- A companion to the study of Novae: history of research, Novae in ancient sources, historical studies, geography, topography, and cartography, bibliography 1726–2008, ed. by Tomasz Derda, Piotr Dyczek, and Jerzy Kolendo with contributions by Renata Ciołek, Warszawa: Center for Research on the Antiquity of Southeastern Europe. University of Warsaw 2008.
- Antiquarian studies in Poland from the sixteenth to the twentieth century, Warszawa: Instytut Badań Interdyscyplinarnych „Artes Liberales” UW, Kraków: Wydział Filologiczny Polskiej Akademii Umiejętności 2011.